# Соня Келлена
Соня Келлена — вид грызунов рода африканские сони семейства соневые. Встречается в Анголе, Буркина-Фасо, Камеруне, Центрально-Африканской республике, Демократической Республике Конго, Гамбии, Кении, Мали, Нигерии, Нигере, Сенегале, Танзании и Уганде. Обитает в тропических и субтропических сухих лесах, сухих или влажных саваннах.